# David Abramovitz
Pour les articles homonymes, voir Abramovitz.
David Abramovitz est un pianiste franco-américain né à New York le 26 août 1949 et vivant à Paris. Concertiste, c'est aussi un spécialiste de la voix.

## Biographie
Diplômé d’une licence de Musicologie à Princeton University et d’une maîtrise de piano à la Manhattan School of Music, David Abramovitz, né à New York, s’installe en Europe. Il se perfectionne en Italie aux côtés de Bruno Canino et rejoint en France Nadia Boulanger.

## Répertoire
Concertiste, il est aussi un spécialiste de la voix et accompagne de nombreux chanteurs : June Anderson, Claire Brua, Anna Caterina Antonacci, Régine Crespin, Hugues Cuénod, Natalie Dessay, Edita Gruberova, Hans Hotter, Bernard Kruysen, Mady Mesplé, Laurent Naouri, Lucy Shelton, Gérard Souzay, Gaële Le Roi, Frederica von Stade, Elizabeth Vidal…

Comme soliste, il dispose d'un vaste répertoire et affectionne tout particulièrement la musique française :
- Clair de Lune de Claude Debussy
- 1er mouvement de la sonate n°46 (Hob XVI / 46) de Joseph Haydn
- Fantaisie opus 111 pour piano et orchestre de Gabriel Fauré (1/2)
- Fantaisie opus 111 pour piano et orchestre de Gabriel Fauré (2/2)

## Enregistrements et concerts
Il joue dans de nombreux pays (Allemagne, Australie, Espagne, États-Unis, Finlande, France, Inde, Japon, Nouvelle-Calédonie, Suisse…) et a enregistré plusieurs disques dont le concerto pour piano de Joan Guinjoan avec l’Orchestre symphonique de Barcelone et National de Catalogne sous la direction d’Ernest Martínez Izquierdo pour Harmonia Mundi.
- Gabriel Fauré - Mélodies avec Claire Brua et Laurent Naouri
- Joan Guinjoan - Concerto pour piano et orchestre (Harmonia Mundi)
- Francis Poulenc - Les poètes avec Laurent Naouri
- Maurice Ravel - Intégrale des mélodies avec Inva Mula, Valérie Millot, Claire Brua, Gérard Theruel, Laurent Naouri (Naxos)
- Henri Sauguet - Mélodies
- Chansons lestes et féroces avec Denise Bahous